# En levande själ (film)
En levande själ är en svensk novellfilm från 2014 i regi av Henry Moore Selder, med Louise Peterhoff, Claes Ljungmark, Stina Ekblad och Tova Magnusson i huvudrollerna. Den handlar om en amputerad mänsklig hjärna som lever fullt medvetande i ett akvarium i ett laboratorium. Filmen bygger på P.C. Jersilds roman En levande själ från 1980. Den hade premiär 25 januari 2014 vid Göteborgs filmfestival, där den fick ett hedersomnämnande.
Filmen gjordes av B-reel feature films för Sveriges Televisions och Svenska Filminstitutets årliga satsning Svensk novellfilm. Specialeffekterna består av animatronic-teknik från Filmefex och digitala effekter från Swiss international. För undervattensscenerna användes en hembyggd anordning utan lock, vilket innebar att kameran inte kunde sänkas ned helt i vattnet. Filmen spelades in med kameramodellen A-cam dII samt en kamera från Gopro för vissa scener i förstapersonsvy.

## Medverkande
- Tova Magnusson som Ypsilon
- Louise Peterhoff som Emma
- Claes Ljungmark som professorn
- Stina Ekblad som docenten
- Christoffer Svensson som doktoranden
- Michelle Meadows som doktorand
- Mikael Kakeeto som labbasistent
- Ivica Zubak som labbtekniker
- Lisette Pagler som investerare
- Kristian Petri som styrelsemedlem
- Thomas Lundqvist som handen
- John R. Hallström som Ypsilons kropp
- Annika Lindh som nattvakt
- Herculus Östberg som nattvakt